# Regering-Bayrou
De regering–Bayrou (Frans: Gouvernement Bayrou) is sinds 13 december 2024 de regering van de Vijfde Franse Republiek.
Op 4 december 2024 werd de regering van premier Michel Barnier door het parlement weggestemd middels een motie van wantrouwen. Aanleiding was een begrotingsvoorstel dat Barnier zonder goedkeuring van het parlement wilde doorvoeren. Op 13 december 2024 werd François Bayrou door president Emmanuel Macron benoemd als nieuwe premier.

## Regering–Bayrou (2024–heden)
| Ambtsbekleder                              | Ambtsbekleder          | Ambtsbekleder                  | Functie(s)                                       | Ambtstermijn      | Ambtstermijn | Partij(en)      |
| ------------------------------------------ | ---------------------- | ------------------------------ | ------------------------------------------------ | ----------------- | ------------ | --------------- |
|                                            | François Bayrou        | François Bayrou (1951)         | Premier                                          | 13 december 2024  | heden        | MoDem           |
|                                            | Bruno Retailleau       | Bruno Retailleau (1960)        | Minister van Binnenlandse Zaken                  | 21 september 2024 | heden        | LR              |
| Minister van staat                         | Bruno Retailleau       | Bruno Retailleau (1960)        | 23 december 2024                                 |                   | heden        | LR              |
|                                            | Jean-Noël Barrot       | Jean-Noël Barrot (1983)        | Minister van Buitenlandse Zaken                  | 21 september 2024 | heden        | MoDem           |
|                                            | Éric Lombard           | Éric Lombard (1958)            | Minister van Financiën                           | 23 december 2024  | heden        | O               |
| Minister van Economische Zaken             | Éric Lombard           | Éric Lombard (1958)            |                                                  | 23 december 2024  | heden        | O               |
| Minister van Industriële Zaken             | Éric Lombard           | Éric Lombard (1958)            |                                                  | 23 december 2024  | heden        | O               |
|                                            | Gérald Darmanin        | Gérald Darmanin (1982)         | Minister van Justitie                            | 23 december 2024  | heden        | RE              |
| Zegelbewaarder                             | Gérald Darmanin        | Gérald Darmanin (1982)         |                                                  | 23 december 2024  | heden        | RE              |
|                                            | Sébastien Lecornu      | Sébastien Lecornu (1986)       | Minister van de Stijdkrachten                    | 20 mei 2022       | heden        | RE              |
|                                            | Catherine Vautrin      | Catherine Vautrin (1960)       | Minister van Volksgezondheid                     | 23 december 2024  | heden        | RE              |
| Minister van Arbeid en Werkgelegenheid     | Catherine Vautrin      | Catherine Vautrin (1960)       |                                                  | 23 december 2024  | heden        | RE              |
| Minister van Sociale Zaken                 | Catherine Vautrin      | Catherine Vautrin (1960)       |                                                  | 23 december 2024  | heden        | RE              |
|                                            | Élisabeth Borne        | Élisabeth Borne (1961)         | Minister van Onderwijs                           | 23 december 2024  | heden        | RE              |
| Minister van Hoger Onderwijs en Wetenschap | Élisabeth Borne        | Élisabeth Borne (1961)         |                                                  | 23 december 2024  | heden        | RE              |
|                                            | François Rebsamen      | François Rebsamen (1951)       | Minister van Huisvesting en Ruimtelijke Ordening | 23 december 2024  | heden        | DVG             |
|                                            | Annie Genevard         | Annie Genevard (1956)          | Minister van Landbouw en Agrarische Zaken        | 21 september 2024 | heden        | LR              |
|                                            | Agnès Pannier-Runacher | Agnès Pannier- Runacher (1974) | Minister van Ecologie, Bosbouw en Visserij       | 23 december 2024  | heden        | RE              |
|                                            | Rachida Dati           | Rachida Dati (1965)            | Minister van Cultuur                             | 11 januari 2024   | heden        | DVD (2024–25)   |
|                                            | Rachida Dati           | Rachida Dati (1965)            | Minister van Cultuur                             | 11 januari 2024   | heden        | LR (2025–heden) |
|                                            | Manuel Valls           | Manuel Valls (1962)            | Minister van Overzeese Gebiedsdelen              | 23 december 2024  | heden        | RE              |
|                                            | Marie Barsacq          | Marie Barsacq (1973)           | Minister van Sport en Jeugdzaken                 | 23 december 2024  | heden        | O               |
|                                            | Laurent Marcangeli     | Laurent Marcangeli (1980)      | Minister van Publieke Diensten                   | 23 december 2024  | heden        | HOR             |